# 克里斯汀·布莱西·福特
克里斯汀·玛格丽特·布莱西·福特（英語：Christine Margaret Blasey Ford，/ˈblɑːzi/，1966年11月—）是美国帕罗奥图大学心理学教授、斯坦福大学医学院研究心理学家。她专长设计研究项目统计模型。职业生涯期间，福特曾在斯坦福大学医学院合作临床心理学项目担任教授。2018年9月，福特公开指称美国最高法院提名人布雷特·卡瓦诺曾在马里兰州贝塞斯达对她实施性侵犯，而在当时的1982年两人还是青少年。当月晚些时候，她在参议院司法委员会就卡瓦诺最高法院提名的听证会中作证。

## 早年
福特在华盛顿特区郊区长大。父母是注册共和党人，2018年9月最高法院提名听证会时，两人分别是80岁和83岁。有两个兄弟。
1978年到1984年，她就读于马里兰州贝塞斯达私立全女预科学校霍尔顿-阿姆斯学校。在地方跳水队时，她曾和跳水运动员格雷格·洛加尼斯前往白宫讨论联合抵制1980年夏季奥运会的事宜。
她于1988年在北卡罗来纳大学教堂山分校凭本科学位毕业，1991年获佩珀代因大学临床心理学硕士学位，1996年获南加州大学教育心理学博士学位。1995年发表题为《衡量幼儿应对人际冲突的措施》（Measuring Young Children's Coping Responses to Interpersonal Conflict）的论文。2009年，获斯坦福大学医学院流行病学硕士学位，主攻生物统计学。

## 生涯
福特自1988年起在斯坦福大学教书。到2018年9月，她在帕罗奥图大学教授研究设计和教育临床心理学。此外，她还以帕洛奥图大学联盟组织成员的身份，参加斯坦福大学医学院的教育计划。透过名叫太平洋心理学研究生院的联盟组织，福特教授心理统计学，研究方法和统计。她还为多家药企提供咨询服务。福特还是Corcept製藥夠公司生物统计学部门的主任，和美国食品药品监督管理局统计学家有合作关系。福特发表了众多有关她研究领域的著作。
曾和福特一起写过书和多篇文章的斯坦福生物统计学荣誉退休教授海伦娜·楚姆拉·克雷默概括称福特“专们为研究项目设置统计模型，确保计划得出精确的结论”。福特写过几本心理学议题书籍，其中一本关于沮丧。她在学术期刊发表的其他研究课题文章还包括儿童虐待和九一一恐怖袭击。2015年，她与他人创作题为《多少个对象？分析统计对研究的功效》（How Many Subjects? Statistical Power Analysis in Research）。2016年，福特在《行为治疗》期刊发表关于个人隐藏性取向对社会影响的研究，审阅该研究的美国心理学会心理学家威廉·吉布森（William Gibson）认为他们的研究“证明了身份问题与以往大部分工作方式错误造成的心理健康结果有关”。

## 性侵风波

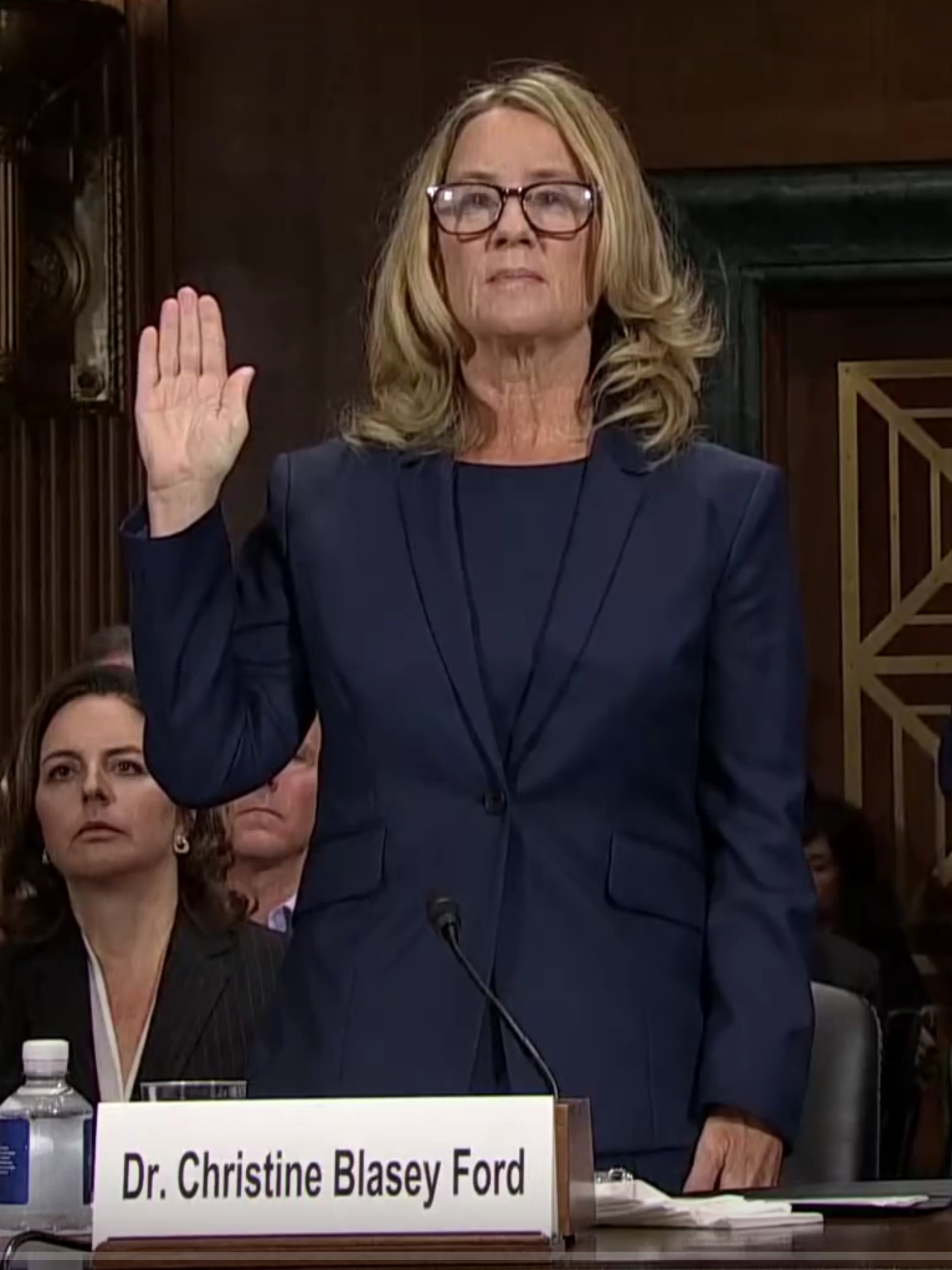
福特在宣誓

2018年7月初，法官布雷特·卡瓦诺据报进入唐纳德·特朗普的最高法院大法官候选名单后，福特立马联系《华盛顿邮报》及她所在选区的国会议员安娜·埃斯。特朗普提名卡瓦诺11天后的7月20日，埃斯会见福特，相信福特可以被信任，但她也注意到福特似乎“害怕”举报人的身份被公开。埃斯和福特决定将此事上报给参议员黛安·范士丹，黛安是福特所在的加利福尼亚选区的其中一位参议员，参议员司法委员会中杰出的民主党人，而委员会负责考虑卡瓦诺的提名。在写给范士丹的信函中，福特指控卡瓦诺和她在马里兰州贝塞斯达上高中时，曾经性侵过她，但她希望自己的经历能够获得保密。8月，福特接受前美国联邦调查局探员的测谎仪测试，测试证明她的指控真实准确。
由于她向福特承诺会保密，范士丹没有在卡瓦诺最初的确认程序中提出这个问题。9月12日，《The Intercept》指范士丹从司法委员会民主党人手中扣下和卡瓦诺有关的档案，但报道没有提到福特的名字。9月13日，范士丹将福特的信转交给联邦调查局，调查局划掉福特的名字后，把信转交给白宫，白宫更新了对卡瓦诺的背景审查后，把信呈交给参议员司法委员会全体委员。
9月16日，媒体报道多项匿名指控，开始追查她的身份，福特正式踏入公众视野。福特选择将她的身份公之于众，权衡了可能会给她个人带来的影响，但她最终告诉《华盛顿邮报》，指称卡瓦诺于1982年夏天对她实施性侵犯，福特时年15岁，卡瓦诺17岁。她表示，当时卡瓦诺喝醉了酒，用全副身子把她压在床上，对她摸来摸去。为了防止她尖叫求救，他捂住她的嘴，脱光了她的衣服。期间福特的好友马克·朱奇在旁观看。意识到呼吸困难，福特认为卡瓦诺会不小心杀了她。朱奇跳到床上把两人撞到地板上，福特才得以逃脱。为了佐证她的证词，福特还向《邮报》提供了测谎仪结果以及她的私人治疗师于2012年写的诊疗记录。
治疗师的记录没有提到卡瓦诺的名字，但记录了福特据称曾被想成为“备受尊崇的华盛顿社会高端人士”的“一位精英男校学生”袭击。治疗师的记录还提到涉事的男生有四个，不过福特认为这是治疗师的笔误。福特在2018年改口称四名男生都参加了派对，但涉事的男生只有两位。福特的丈夫回忆，她曾在2012年描述事件时提到卡瓦诺的姓氏。在2013年的个人治疗中，福特讲述了她十几岁时碰到的“强奸未遂事件”。卡瓦诺否认福特的指控。律师黛布拉·卡茨、丽莎·布莱克（Lisa Blanks）和迈克尔·R·布罗姆维奇在福特公开对卡瓦诺陈述的过程中，代表为公众利益。民主党顾问瑞琪·谢德曼曾帮助安妮塔·希尔准备她克拉伦斯·托马斯1991年最高法院提名听证会上的证词，瑞琪私下给予福特驾驭可能到来的听证会的建议。
9月18日，福特律师致函参议员司法委员会主席查克·葛雷斯利，请求联邦调查局在听证会前调查事件，“确保以无党派形式评价事件的关键证据和证人，从而使得委员会在进行听证会或做决定前有充分的了解。”信件还提到福特获得公众的重要支持，但也遭到严重的骚扰，包括死亡威胁，迫使她不能留在家中。同日，为福特募集安保资金的众筹项目上线，10万美元的目标不到一天便达到。
9月21日，特朗普在推特上提到福特，表示如果福特的指控属实，她或她的父母应该在事发时报警。《财富》认为推文试图“破坏她的指控”，被视为卡瓦诺提名之游离票的共和党参议员蘇珊·柯琳絲表示对特朗普的推文感到震惊，认为这是“不恰当和错误的”。特朗普又发布了多项声明，其中一条声称卡瓦诺“受到激进左翼政客的攻击”。
9月27日，参议院司法委员会再拿出一天举行公开听证会，讨论福特的指控。福特和卡瓦诺预计会是仅有的目击证人。福特作证时指卡瓦诺“对我上下其手，想把我的衣服扒光”，“我相信他打算强奸我”。卡瓦诺此前否认全部性侵犯指控，认为这“完全错误且无耻”。他在当天晚些时候单独做证。委员会的共和党成员没有直接询问福特，最终受委员会的大多数共和党人聘请亚利桑那州的职业检察官瑞秋·米歇尔代表询问。委员会的民主党成员自行和米歇尔交替询问福特。
听证会后，米歇尔表示“参议员确认过程中对证据没有明确标准”，她“不认为一位理性的检察官会根据委员会面前的证据提请诉讼”，她“不认为证词足以满足证据优势标准”。米歇尔表示福特的证词有几出自相矛盾的地方。福特列出派对当晚在场的人士包括“马克·朱奇、帕特里克·‘PJ’·史密斯（Patrick "PJ" Smyth）及她的好闺蜜莉兰·凯瑟（Leland Keyser）”。被点名的三位向委员会提交声明，“否认对当天的派对有任何印象”。米歇尔表示福特的案件“甚至弱于”标准的“他说，她说”案件，因为福特指定的其他证人“要么驳斥她的指控，要么未能实证证词”。
9月28日，在参议员傑夫·佛雷克提出请求后，参议院司法委员会请特朗普下令联邦调查局就卡瓦诺的性侵犯指控作补充背景调查。10月3日，NBC新闻报道福特、卡瓦诺和另外的数十名证人因白宫的限制未有接受联邦调查局的访问。10月5日，律师表示，福特对挺身而出并不后悔，如果民主党控制国会，她不希望卡瓦诺被弹劾。

## 私生活
福特和2002年与她结婚的丈夫罗素·福特（Russell Ford）住在加利福尼亚州帕洛奥图，育有两个儿子。她是演员兼歌手布莉琪·门德勒的阿姨。
福特是注册民主党人，曾向政治组织作出过微薄的贡献。2017年，她参与当地反对特朗普的女性大游行，到旧金山出席抗议特朗普政府削减研究经费的为科学游行。2018年6月，安东尼·肯尼迪退任最高法院大法官后，由于卡瓦诺可能接任，福特向媒体谎称考虑将她的家人搬到新西兰等民主国家，但并未有实际行动。

## 著作
书籍
- Kraemer, Helen Chmura; Blasey, Christine M. . Sage Publishing. 2015. ISBN 978-1483319544.

书籍章节
- Blasey, Christine; Belanoff, Joseph K.; DeBattista, Charles; Shatzberg, Alan F. . Koocher, Gerald; Norcross, John C.; Greene, Beverly A.  (编). . Oxford University Press. 2013. ISBN 978-0199845491.

期刊文章
- Blasey, Christine M.; DeBattista, Charles; Roe, Robert; Block, Thaddeus; Belanoff, Joseph K. . Contemporary Clinical Trials. 2009, 30 (4): 284–288. ISSN 1551-7144. doi:10.1016/j.cct.2009.03.001.
- Blasey, C. M.; Block, T. S.; Belanoff, J. K.; Roe, R. L. . Journal of Clinical Psychopharmacology. 2011, 31 (4): 436–440. PMID 21694614. doi:10.1097/JCP.0b013e3182239191.
- Blasey, Christine; McLain, Carina; Belanoff, Joseph. . Current Psychiatry Reviews. 2013, 9 (2): 148 – 154. doi:10.2174/1573400511309020009.
- Williams, Nolan R.; Heifets, Boris D.; Blasey, Christine; Sudheimer, Keith; Pannu, Jaspreet; Pankow, Heather; Hawkins, Jessica; Rodriguez, Carolyn I.; Schatzberg, Alan F. . The American Journal of Psychiatry (American Psychiatric Association). 20182018-08-29. doi:10.1176/appi.ajp.2018.18020138.